# Danis plateni
Danis plateni is een vlinder uit de familie van de Lycaenidae. De wetenschappelijke naam van de soort is voor het eerst geldig gepubliceerd in 1896 door Grose-Smith & Kirby.